# Niels-Peter Henriksen
Niels-Peter Henriksen (født 17. oktober 1973 i Aarhus) er en dansk standupkomiker. Han indledte sin standupkarriere i 1997 og har blandt andet arbejdet som tjener i severingsteateret Café Kølbert, været radiovært hos The Voice, Aarhus og Radio ABC i Randers. I 2006 var han idémand og manuskriptforfatter til comedy-showet Kebab-tv på TV 2 Zulu, og i 2007 lagde han stemme til figuren Virgil i den prisvindende horror-dukkefilm It came from the west.